# Dérivatisation
La dérivatisation (ou parfois dérivation) est un procédé chimique qui consiste à modifier une molécule pour la rendre plus facile à analyser. 
Par exemple, pour analyser un composé par chromatographie en phase gazeuse, il faut que ce composé soit volatil dans les conditions expérimentales choisies. S'il ne l'est pas suffisamment (ou au contraire s'il l'est trop), on peut le modifier chimiquement (typiquement par méthylation s'il s'agit d'un acide carboxylique, ou par silylation s'il s'agit d'un alcool) pour le rendre plus apte à être analysé. 
Dans le domaine de la chromatographie en phase liquide associée à un détecteur par spectroscopie ultraviolet-visible, on peut utiliser la dérivatisation pour rendre visible un composé qui ne l'est pas naturellement (lui ajouter un groupe chromophore).
Le composé résultant est appelé le dérivé, et le produit initial (l'analyte) est le précurseur.